# Petter Stordalen
 (juillet 2023).
La mise en forme du texte ne suit pas les recommandations de Wikipédia : il faut le « wikifier ».
Les points d'amélioration suivants sont les cas les plus fréquents. Le détail des points à revoir est peut-être précisé sur la page de discussion.
- Les titres sont pré-formatés par le logiciel. Ils ne sont ni en capitales, ni en gras.
- Le texte ne doit pas être écrit en capitales (les noms de famille non plus), ni en gras, ni en italique, ni en « petit »…
- Le gras n'est utilisé que pour surligner le titre de l'article dans l'introduction, une seule fois.
- L'italique est rarement utilisé : mots en langue étrangère, titres d'œuvres, noms de bateaux, etc.
- Les citations ne sont pas en italique mais en corps de texte normal. Elles sont entourées par des guillemets français : « et ».
- Les listes à puces sont à éviter, des paragraphes rédigés étant largement préférés. Les tableaux sont à réserver à la présentation de données structurées (résultats, etc.).
- Les appels de note de bas de page (petits chiffres en exposant, introduits par l'outil «  Source ») sont à placer entre la fin de phrase et le point final[comme ça].
- Les liens internes (vers d'autres articles de Wikipédia) sont à choisir avec parcimonie. Créez des liens vers des articles approfondissant le sujet. Les termes génériques sans rapport avec le sujet sont à éviter, ainsi que les répétitions de liens vers un même terme.
- Les liens externes sont à placer uniquement dans une section « Liens externes », à la fin de l'article. Ces liens sont à choisir avec parcimonie suivant les règles définies. Si un lien sert de source à l'article, son insertion dans le texte est à faire par les notes de bas de page.
- La présentation des références doit suivre les conventions bibliographiques. Il est recommandé d'utiliser les modèles {{Ouvrage}}, {{Chapitre}}, {{Article}}, {{Lien web}} et/ou {{Bibliographie}}. Le mode d'édition visuel peut mettre en forme automatiquement les références.
- Insérer une infobox (cadre d'informations à droite) n'est pas obligatoire pour parachever la mise en page.

Pour une aide détaillée, merci de consulter Aide:Wikification.
Si vous pensez que ces points ont été résolus, vous pouvez retirer ce bandeau et améliorer la mise en forme d'un autre article.
Petter Anker Stordalen Bjorvand, né le 29 novembre 1962, est un homme d'affaires milliardaire norvégien, promoteur hôtelier et immobilier et écologiste autoproclamé. Sa fortune est estimée à 1,3 milliard de dollars américains, grâce à ses investissements dans les hôtels, les centres commerciaux et 'immobilier. Stordalen est propriétaire de Strawberry, un groupe composé de dix sociétés actives dans l'immobilier, la finance, l'hôtellerie et l'art. Par l'intermédiaire de Strawberry Hospitality Group, Stordalen  est propriétaire de Nordic Choice Hotels, qui compte plus de 200 hôtels et emploie 17 000 personnes. Au cours de sa carrière, Stordalen a poursuivi un certain nombre d'efforts philanthropiques avec sa femme, médecin et écologiste Gunhild Anker Stordalen, faisant don de grosses sommes d'argent à diverses organisations caritatives dans le cadre de programmes de lutte contre le changement climatique et de recherche scientifique par l'intermédiaire de la Fondation Stordalen, créée en 2011. Il est copropriétaire de la compagnie aérienne SunClass Airlines depuis 2019.

## Jeunesse et éducation
Stordalen est né à Porsgrunn dans le Telemark, en Norvège. À l'âge de dix ans, il a commencé à travailler dans l'épicerie de son père et à l'âge de douze ans, il a commencé à vendre des fraises au marché local. Il a déjà montré son sens des affaires, étant nommé "le meilleur vendeur de fraises de Norvège" dans le journal local, Porsgrunns Dagblad, en 1974. Après le lycée, il a fréquenté le Kjøpmannsinstituttet pendant un an, il a ensuite dirigé le magasin de son père pendant une courte période avant de partir à la BI Norwegian Business School.

## Carrière
À 24 ans, il a pris la direction de City Syd, le plus grand centre commercial de Norvège à l'époque, à Trondheim, en tant que plus jeune directeur de centre commercial du pays du centre-ville de Trondheim et de la relance du centre commercial Liertoppen, à l'extérieur d'Oslo. Il a également été chargé de la marque Bik Bok.
À la suite d'un certain nombre de transactions au sein du système de Brynestad, Stordalen, à l'âge de 29 ans, il s'est retrouvé employé de la société Realkreditt (plus tard DnB). Stordalen a acheté le grand magasin historique Steen & Strøm au centre-ville d'Oslo, avec un groupe d'investisseurs. Le groupe a récupéré son investissement de 20 millions de NOK au cours des cinq premiers jours de la réouverture. L'achat de Steen & Strøm a marqué le début d'une vague d'acquisitions et, en l'espace de trois ans, la société nouvellement formée, Steen & Strøm Invest, est devenue le plus grand détenteur d'immobilier commercial du pays. L'expansion a duré jusqu'en 1996 lorsque Stordalen a eu une brouille avec le plus grand actionnaire, Stein Erik Hagen, et a été invité à quitter son poste de PDG.

### Hôtels
Après avoir quitté Steen & Strøm Invest, Stordalen s'est lancé seul en s'associant à l'investisseur Christen Sveaas. En octobre 1996, le duo a acheté 68% des actions des opérations scandinaves de Choice Hotels pour 100 millions de NOK. À l'époque, la chaîne se composait de 8 hôtels à travers la Scandinavie. À la suite de l'acquisition, Stordalen a commencé son expansion, suivant le même modèle que dans Steen & Strøm Invest, en achetant la chaîne hôtelière suédoise Home ainsi que la société hôtelière norvégienne InterNor, et en rendant publique Choice Hotels Scandinavia. Pendant une période de trois ans, Choice Hotels Scandinavia a acheté, en moyenne, un nouvel hôtel toutes les deux semaines et a ajouté 50 personnes à la masse salariale tous les 10 jours. En décembre 1997, Sveaas a vendu sa part de 37 % des 77 hôtels actuels. En 1999, Christian Ringnes et sa société Eiendomsspar ont acquis une part de 35 % dans Choice Hotels Scandinavia. Après une courte lutte pour le pouvoir, Ringnes s'est replié et Stordalen a cimenté son contrôle sur l'entreprise. La même année, Stordalen a également vu l'acquisition de plusieurs hôtels suédois et danois, dont la société hôtelière danoise Nordisk Hotel Group, Stenungsbaden Yacht Club et Stockholm Globe Hotel. Au tournant du millénaire, à 37 ans, Stordalen devient milliardaire (en couronne norvégienne ). En 2012, Stordalen a ouvert son plus grand hôtel à ce jour, les 500 chambres, 40 000 mètres carrés (430 556,416 pi2) Clarion Post Hotel à Göteborg, en Suède]. En 2022, Stordalen a ouvert l'hôtel Somerro art-déco de 231 chambres à Oslo, construit à partir du bureau des années 1930 qui appartenait auparavant à Oslo Lysverker - la compagnie d'électricité de la ville. L'hôtel est le premier à Oslo à disposer d'une piscine et d'une terrasse sur le toit, et est situé à Frogner, l'un des plus anciens quartiers d'Oslo. L'hôtel dispose également d'un cinéma, de plusieurs restaurants et bars, d'une bibliothèque et d'un sauna.

### De l'entreprise publique à l'entreprise privée
En 2000, Stordalen a formé la société Home Invest, composée des propriétés précédemment détenues par Choice Hotels Scandinavia. La société est devenue publique, mais a été radiée en 2001. En 2003, Choice Hotels Scandinavia a acheté des parts du propriétaire et promoteur immobilier suédois Capona, En 2004, Home Invest de Stordalen a vendu 19 propriétés hôtelières à Capona avec un règlement en actions lui donnant une participation majoritaire. En 2006, Capona a changé de nom pour Home Properties. En 2005, Home Invest a acheté les actions restantes de Choice Hotels Scandinavia et a radié la société. En 2006, Home Properties a créé Home Capital en tant que société d'investissement et l'a cotée à la Bourse du Nord de Stockholm. En 2007, Home Invest de Stordalen a acquis toutes les actions de Home Capital et a radié la société. En 2009, Stordalen a fait de même avec Home Properties. En 2019, Nordic Choice Hotels a acquis Kämp Collection Hotels.

## Investissements
Le groupe d'entreprises Strawberry de Petter Stordalen se compose de :
- Strawberry Group : Société d'investissement qui détient Strawberry Hospitality Group, Strawberry Advisory, Strawberry Properties et Strawberry Art & Design. En 2015, la valeur d'entreprise de Strawberry Group était estimée à 16,9 milliards de NOK[32].
  - Strawberry Hospitality Group, propriétaire de Nordic Choice Hotels : l'une des plus grandes chaînes hôtelières de Scandinavie avec 190 hôtels en Norvège, en Suède, au Danemark, en Finlande et dans les pays baltes[33]. L'entreprise comptait 13 000 employés et un chiffre d'affaires de 10,4 milliards de NOK en 2015[5].
  - Strawberry Advisory : Détient Strawberry Capital et Strawberry Equity. Strawberry Capital, Home Capital jusqu'en 2016, est une société d'investissement, investissant dans des sociétés cotées et privées sur le marché des capitaux nordique[34]. Strawberry Equity est une société d'investissement privée, investissant principalement dans des entreprises du secteur du voyage. En 2015, la valeur d'entreprise de Strawberry Equity était estimée à 1,3 milliard de NOK[35].
  - Strawberry Properties : Possède et développe 20 propriétés et 230,000 mètres carrés (2 475,699392 pi2) évalué à 5,6 milliards de NOK[36].
  - Strawberry Art & Design : société d'investissement artistique de Stordalen, possédant plus de 400 pièces de Tony Cragg, Vik Muniz, Tracey Emin, Alex Katz, Franz West, Julian Opie et Andy Warhol, entre autres[37].
- Strawberry Fields : Société immobilière privée, investissant principalement dans des propriétés hôtelières dans les grandes villes et capitales des pays nordiques. La valeur d'entreprise estimée en 2015 était de 9,8 milliards de NOK[38]. Strawberry Fields possède Strawberry Forever et Strawberry Brothers[39].
  - Strawberry Forever : Société immobilière, propriétaire de propriétés telles que Quality Hotel Friends et Clarion Hotel Amaranten à Stockholm, Skt Petri à Copenhague. La valeur d'entreprise estimée en 2015 est de 6,2 milliards de NOK[40].
  - Strawberry Brothers : Société immobilière créée en 2015 et détenue à 50/50 par Stordalen et Varner Invest AS, possédant des propriétés telles que le Quality Hotel Globe à Stockholm, le Clarion Hotel Royal Christiania à Oslo et le Copenhagen Central Post Building. La valeur d'entreprise estimée en 2015 est de 3,6 milliards de NOK[41].
- Strawberry Future : Investissements dans des initiatives, des projets et des organisations liés au développement durable[42].
- PASAB : Joint-venture avec les promoteurs immobiliers norvégiens Anders et Arthur Buchardt, développant des propriétés en Norvège et en Suède.